# 山本耕史
山本耕史（1976年10月31日—），日本男演員，出生於東京都新宿區。
妻子為前女演員堀北真希。

## 生平
- 身長179公分，血型B型。
- 自0歲嬰兒時期就開始擔任嬰兒模特兒，在演藝圈的資歷與其年紀相同。
- 1987年，於日本版的音樂劇悲慘世界首演中參與演出，正式開始演藝活動。
- 16歲時，在著名日劇《一個屋簷下》內飾演不良於行的幼弟柏木文也，從此廣泛為人所知。
- 2004年於NHK的大河劇《新選組!》中飾演土方歲三一角，他的容貌與現存土方歲三照片非常相似，並在第43回日劇學院賞因此獲得最佳男配角一獎。
- 2005年，於NHK紅白歌合戰擔任白組主持人。
- 2006年，NHK在正月時代劇推出《新選組!!土方歲三最後的一日》，仍由他飾演土方歲三一角。這是因應許多觀眾想看由山本飾演的土方的結局而製作，也是大河劇拍攝續集的首例。
- 2007年在TBS55週年台慶的紀念電視劇《華麗一族》飾演万俵銀平一角。
- 2009年在CX的電視劇《我家的男子》飾演時田修司一角。
- 2015年8月宣布與女演員堀北真希結婚。同年NHK晨間劇《阿淺來了》也由他飾演土方歲三。

## 出演

### 電視劇
- 親子遊戲（1986年、TBS）
- 信長 KING OF ZIPANGU（1992年、NHK） - 斯波義銀
- 一個屋簷下（1993年、富士電視台） - 柏木文也
- 七衛門之首（1993年、富士電視台） - 伊藤九郎
- 春天來吧（1995年、NHK） - 石川昌也
- 金子美鈴的世界（1995年、NHK）
- 忠臣藏（1996年、富士電視台） - 矢頭右衛門七
- 一個屋簷下2（1997年、富士電視台） - 柏木文也
- 家康最恐懼的男人 真田幸村（1998年、東京電視台） - 豐臣秀賴
- TEAM・SP1（2000年、富士電視台） - 矢島哲夫
- 齊天烈!（2002年、NHK） - 刈野勉三
- 平岩弓枝之阿美也（2002年、NHK） - 新之助
- 庶務二課FINAL（2002年、富士電視台） - 岩田實
- 御宿翠鳥 第一章 第7話（2003年、NHK） - 演員阿松
- 新選組!（2004年、NHK） - 土方歲三
- 為愛向錢衝（2005年、富士電視台） - 安藤龍太
- 新選組!!土方歲三最後的一日（2006年、NHK） - 土方歲三
- 街頭律師（2006年、NHK） - 神原啓吾
- 華麗一族（2007年、TBS） - 万俵銀平
- 陽炎劍（2007年、NHK） - 坂崎磐音
- 佐佐木夫妻大戰（2008年、TBS） - 小川信司
- 眉山（2008年、富士電視台） - 篠崎孝次郎
- 潘朵拉（2008年、WOWOW） - 太刀川春夫
- THE QUIZ SHOW 第1話（2008年、日本電視台） - 村瀨龍一郎
- 陽炎劍2（2008年、NHK） - 坂崎磐音
- RESCUE〜特別高度救助隊 第1話 (2009年、TBS)  -宮崎志郎
- 陽炎劍3（2009年、NHK） - 坂崎磐音
- 落日燃燒（2009年、朝日電視台） - 廣田正雄
- 我家的男子（2009年、富士電視台） - 時田修司
- 朝日電視台開局50週年紀念特別劇「刑事一代 平塚八兵衛的昭和事件史」（2009年6月20、21日、朝日電視台） - 草間毅彥
- 仁者俠醫（2009年、TBS） - 野口元
- Mother（2010年、NTV） - 藤吉駿輔
- 週五Prestige （富士電視台） 
  - 目線（2010年12月17日） - 加納拓真
  - 鬼刑事 米田耕作（2012年2月3日） - 八坂健太郎
  - 松本清張Speical 陽炎圖畫（2016年4月8日） - 島田新之助
- 新春Wide時代劇（東京電視台） 
  - 戰國疾風傳 二人軍師 秀吉に天下を獲らせた男たち（2011年） - 竹中重治
  - 影武者 德川家康（2014年） - 徳川秀忠
- 我的任性妻子（2011年、NHK SEG） - じゅん（聲音演出）
- BOSS女王第2季 第3話（2011年5月5日、富士電視台） - 佐神公一
- Unfair the special〜Double Entendre 二重定義〜（2011年9月23日、關西電視台） - 元園部恭輔
- 死刑基準（2011年9月25日、WOWOW） - 主演・水戸裕介
- 平清盛（2012年、NHK） - 藤原賴長
- 黑貓露西（2012年1月 - 3月、全国独立UHF放送協議会） - 主演・鴨志田陽
- 角色代演（2012年4月 - 6月、讀賣電視台） - 水鳥文藏
- 永遠之泉（2012年6月16日、NHK） - 寺部智之
- 浪花少年探偵團（2012年7月 - 9月、TBS） - 本間義彦
- 薄櫻記（2012年7月 - 9月、NHK BS PREMIUM） - 主演・丹下典膳
- MONSTERS 第2話（2012年10月28日、TBS） - 山村省一
- 實驗刑事鳥取 第5話（2012年12月1日、NHK） - 羊谷善治
- 派遣女醫X 第7話（2012年12月6日、朝日電視台） - 土方幾也
- 最後的晚餐 第1夜「再次見面的日子」（2013年3月9日、NHK BS PREMIUM） - ヨシオ
- Lady Joker（2013年3月 – 4月、WOWOW） - 八代芳伸
- 激流～你還記得我嗎？～（2013年6月 - 8月、NHK） - 鯖島豊
- 歌舞伎華之戀（2013年7月 - 9月、TBS） - 佐賀田完二郎
- 夜之老師（2014年1月 - 3月、TBS） - 大澤雄大
- 閃亮銀河町商店街（2014年3月12日、NHK BS PREMIUM） - 青山誠
- 全部成為F - 寺林高司
- 這本推理小說真厲害！～來自暢銷作家的挑戰書「Diamond Dust」（2014年12月29日、TBS） - 明神和也
- 搶救拿破崙之村（2015年7月 - 9月、TBS） - 戸川真人
- 共犯者（2015年9月30日、東京電視台） - 町田武治
- 阿淺來了第15回・17回（2015年10月14日・16日） - 土方歳三
- 真田丸（2016年、NHK） - 石田三成
- 少爺（2016年1月3日、富士電視台） - 青南瓜
- 櫻坂近邊物語 第3夜「近邊3」（2016年3月9日、富士電視台） - 紺野
- OUR HOUSE（2016年4月 - 6月、富士電視台） - 伴奏太
- 小豆豆（2017年10月 - 12月、朝日電視台） - 黑柳守鋼
- 醜聞專門律師QUEEN（スキャンダル専門弁護士QUEEN、2019年1月10日 - 3月14日、富士電視台）- 吾妻涼介
- Innocence 冤罪律師 第3話（2019年2月2日、日本電視台） - 磐梯輝典
- 紀州藩主 德川吉宗（2019年2月8日、BS朝日） - 主演・德川吉宗
- 昨日的美食 第3話・第6話・第7話・第11話（2019年4月20日・5月11日・18日・6月22日、東京電視台） - 小日向大策
  - 昨日的美食 正月特別篇2020（2020年1月1日）
  - 昨日的美食2（2023年10月7日 - ）
- 殺人草莓夜SAGA 第7・8話（2019年5月23日・30日、富士電視台） - 牧田勲
- 假面騎士ZERO-ONE 第1話-第2話、第44話-第45話（2019年9月1日，9月8日，2020年8月23日，8月30日、朝日電視台）- 飛電其雄
- 戀愛可以持續到天長地久（2020年1月 - 3月、TBS） - 小石川六郎
- 絕味之路（2020年1月25日 - 4月11日、東京電視台）- 鏑木勉
- 這份愛要加熱嗎？（2020年10月20日 - 12月22日、TBS）- 神子亮
- Anonymous〜警視廳“指殺人”對策室〜（2021年1月25日 - 3月15日、東京電視台） - 羽鳥賢三
- 名偵探主廚 第8話（2021年7月26日、東京電視台） - 大野和真
- 鎌倉殿的13人（2022年、NHK） - 三浦義村
- 競爭的維護者 第1話・第2話・第3話 （2022年7月11日・18日・25日、富士電視台） - 天澤雲海
- 詐欺獵人（2022年10月21日 - 12月23日、TBS）- 白石陽一
- Dr.Chocolate（2023年4月22日 - 6月24日、日本電視台） - 寺島光一
- 隼消防團（2023年7月13日 - 9月14日、朝日電視台） - 中山田洋
- 不合適也要有個限度！（2024年1月26日 - 3月29日、TBS）- 栗田一也
- 黃金之刻：服部金太郎物語（2024年3月30日、朝日電視台）- 吉川鶴彥
- 王牌女行員花咲舞2024（2024年4月13日 - 6月15日、日本電視台）- 相馬健
- EYESEE～瞬間記憶搜查·柊班～（2025年1月21日 - 3月25日、富士電視台）- 土屋健次郎
- 小鎮星熱點 最終話（2025年3月16日、日本電視台）- 古田
- I, KILL（2025年5月18日 - 、WOWOW） - 十兵衛

### 網路劇
- 我們離婚吧（2023年6月22日、Netflix）- 想田豪
- 地面師（2024年7月25日、Netflix）- 青柳隆史

### 電視動畫
- 花樣男子（1996年） - 花澤類
- 明日之星娜佳（2003年） - 拉斐爾

### 劇場版動畫
- 劇場版 花樣男子（1997年） - 花澤類
- 神奇寶貝劇場版：決戰時空之塔 帝牙盧卡VS帕路奇犽VS達克萊伊（2007年） - 東尼歐
- 光之美少女 All Stars 大家歌唱吧♪奇跡的魔法！（2016年） - 托拉巫馬
- 鞋貓劍客2（2023年） - 主演・鞋貓
- 與愛麗絲夢遊仙境 -Dive in Wonderland-（2025年） - 瘋帽客[3]

### 電影
- 假面騎士令和The First Generation（2019年12月21日） - 飛電其雄/假面騎士1型
- 新·超人力霸王（2022年5月13日） - 梅菲拉斯
- 鋼之鍊金術師 完結篇 復仇者斯卡（華納兄弟電影、2022年5月20日） - 亞力士·路易·阿姆斯壯
- 鋼之鍊金術師 完結篇 最後的鍊成（華納兄弟電影、2022年6月24日） - 亞力士·路易·阿姆斯壯
- 工作細胞（華納兄弟電影、2024年12月13日） - 殺手T細胞

### 電玩
- 《審判之逝：湮滅的記憶》  (2021年9月24日) - 桑名 仁 飾